# フィーチャーフォン

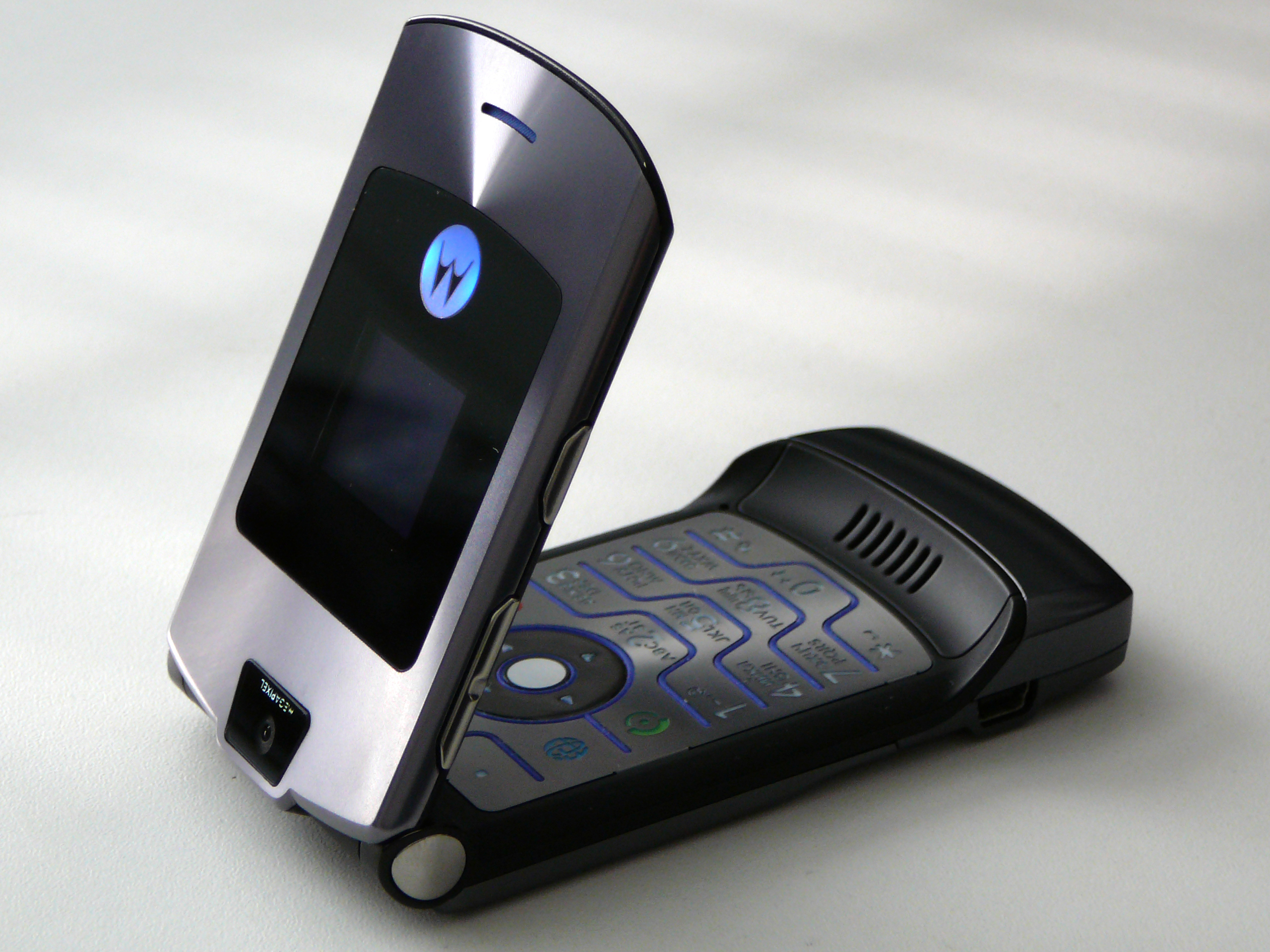
Motorola RAZR V3i

フィーチャーフォン（英: feature phone）は、携帯電話の端末類型の一つで、スマートフォン以前からある形態の専用端末を指す。

## 呼称
英語圏では誤用としてダムフォン（英: dumb phone）と呼ばれるほか、日本では自国のフィーチャーフォンに対して「ガラパゴス化した携帯電話機」という意味でガラケーという俗称がある。かつて数多く存在した日本の携帯電話メーカーは、ガラケーの開発に注力しすぎた結果、グローバル市場における携帯電話のシェアをiPhoneやAndroidに代表されるスマートフォンに奪われ、2010年代以降は多くのメーカーが携帯電話市場から撤退することになった。

## 概要
1993年にサービスを開始した当初の第2世代携帯電話は、音声通話とSMSだけをサポートする機種がほとんどであった。しかし、通信インフラの改善やコンピュータ技術の進展に伴い、2000年頃より携帯電話にも、カレンダー、ゲーム、WAPブラウザー（webページの表示を簡素化したり、携帯電話専用のwebページを用意するなどして、当時の低性能な携帯電話でもインターネットの閲覧ができるようにする、携帯電話専用のインターネット閲覧ソフト）、高度な電話帳、SMS以外のメッセージ手段（電子メールなど）、などの機能が搭載されるようになった。そのため、音声通話とSMSだけしか使えない従来型の携帯電話と区別するため、それらの（当時としては）高度な機能を持った携帯電話を指す用語として「フィーチャーフォン」という用語が使われるようになった。“フィーチャー（英: feature）”とは「特徴のある」という意味の英単語である。フィーチャーフォンを置き換える形で2010年代以降に普及したスマートフォンやフィーチャーフォンの以前からあるベーシック・フォン（通話機能など最低限の機能のみを搭載した携帯電話）と比較した場合、ベーシック・フォンよりは高機能だが、スマートフォンほど高機能ではないものをフィーチャーフォンと呼ぶことが多いが、企業など団体によりその定義は異なる。
また、スマートフォンはAndroidなどの汎用OSを使っており、OSやアプリを他機種でも使えたりユーザーが自分でアプリを開発したりもできるのに対して、フィーチャーフォンでは各メーカーの各機種ごとにカスタマイズされた独自OSを搭載しているため、特定の機種だけに対応してメーカーが制作した独自アプリしか使えない点もフィーチャーフォンの特徴である。ただし、iPhoneのようにiOSを搭載した機種もフィーチャーフォンと同様に独自OSで各機種ごとにカスタマイズされており、アプリケーションもAppleが認定した物しか動作しないが、フィーチャーフォンではなくスマートフォンとして分類される傾向にある。ただし、3大キャリアはiPhoneをスマートフォンと分類していない。Google PixelはAndroid搭載のスマートフォンという分類であるが、一部の携帯電話事業者はスマートフォンと分類していない。
2000年から2010年にかけてがフィーチャーフォンの全盛期で、2001年に世界初の3Gサービスが開始された日本はフィーチャーフォンの開発が世界的にも特に盛んで、普及も早かった。2000年代当時はフィーチャーフォンが最も一般的な携帯電話の形態であったが、2013年に初めて日本のスマートフォンの出荷数がフィーチャーフォンを上回った。海外でも2013年にスマートフォンの出荷台数がフィーチャーフォンを上回り、その後は「携帯電話」と言うとスマートフォンのことを指す場合が多い。日本では2018年第1四半期に、児童向けのキッズケータイを除くフィーチャーフォンの出荷台数が初めて0台となり、日本では既に純粋なフィーチャーフォンは出荷されていない。
スマートフォンが普及した2010年代以降は、大量生産の汎用ハードウェアを搭載する高機能なスマホよりも、少量生産の独自ハードウェアを搭載する低機能なフィーチャーフォンの方が逆に製造原価が高価になったが、まだ需要があったことから継続して発売されてきた。これらは、Android OSなどのスマートフォン用プラットフォームを利用してコストを抑え、従来のフィーチャーフォンに見られるテンキーや十字キーを備え、いわゆる「ガラホ」として知られている。
2020年代以降もフィーチャーフォンの開発を継続しているメーカーが存在し、米国のOrbic社がAndroid OSを搭載せず、KaiOSを搭載したフィーチャーフォンを2024年7月26日に日本市場に向け発売。またインドなど販売台数が見込める市場向けに、低所得層向けの非常に廉価なフィーチャーフォン用プラットフォームの開発を行っているメーカーも存在する。

## 現在
2020年代に入ると4Gサービスの普及および5Gサービスの開始に伴い、従来型のフィーチャーフォンが使用している3Gサービスは世界各国で終了する予定で、例えば日本の事業者で最も早く3Gサービスを終了するKDDI社、およびその関連会社の沖縄セルラー電話社（いずれもau）では2022年3月31日に3G携帯電話向けサービス「CDMA 1X WIN（au 3G）」を終了した。最も遅いNTTドコモ（docomo）でも、2026年3月末までにサービスを終了する予定である。このまま通信規格の移行が進むと、従来型の3G対応フィーチャーフォンは携帯電話としては使用できなくなることから、各事業者ともユーザーのスマホへの移行を推進している。
海外では、2010年代の終わりにスマートフォンの普及に伴い市場が縮小し始めた一方で、フィーチャーフォンを使用するユーザーがインターネットやSNSアプリに対応した高機能4G対応フィーチャーフォン（スマートフィーチャーフォン）へ移行する傾向があり、この市場は成長が期待されている。また、4G対応フィーチャーフォン用のOSを開発するメーカーも存在する。
また、2025年現在、4G対応フィーチャーフォン用のOSとして、Androidの他に、ノキアのSeries 30+やGoogle社の支援で開発されているKaiOSなどがある。（例えば2021年に海外において「Nokia 105 4G」はSeries 30+プラットフォームに対応し、フルブラウザのOpera Miniを搭載してスマホと同様にインターネットの閲覧も可能な4G対応フィーチャーフォンとして発売された）
日本国内のメーカーでは2023年現在の時点において、主に京セラ、シャープ、FCNTがAndroidベースのフィーチャーフォン（ガラホ）を開発しており、京セラ製品では「GRATINA」「DIGNO」「かんたんケータイ」シリーズに加えて、2021年にはカシオ計算機の旧世代フィーチャーフォン「G'zOne」シリーズを引き継ぐ形で4G対応フィーチャーフォンの新機種を発売した。
2024年3月、米国のOrbic社が日本の4G対応フィーチャーフォン市場へ参入を発表し、同年7月に前述したKaiOSを日本で初めて搭載したフィーチャーフォン「Orbic JOURNEY Pro 4G」を2024年7月26日に発売された。
2024年5月、京セラ社（KYOCERA）は、2025年3月を目途に法人向けおよび個人向けスマートフォンの「TORQUE」シリーズ、4G対応フィーチャーフォン（DIGNOケータイ）などを除く音声端末事業から撤退を公式表明。そのため、上述のG'zOne後継モデルも2024年（令和6年）3月末をもって終売となった。
フィーチャーフォンの出荷台数はスマートフォンに越されて年々減少しており、2020年現在、日本における携帯電話の出荷台数3511万台のうち、フィーチャーフォンの出荷台数は235.3万台。世界では、2019年の携帯電話の出荷台数16億8721万5000台のうち、フィーチャーフォンの出荷台数は3億1462万台。

## 各国の例

### 日本

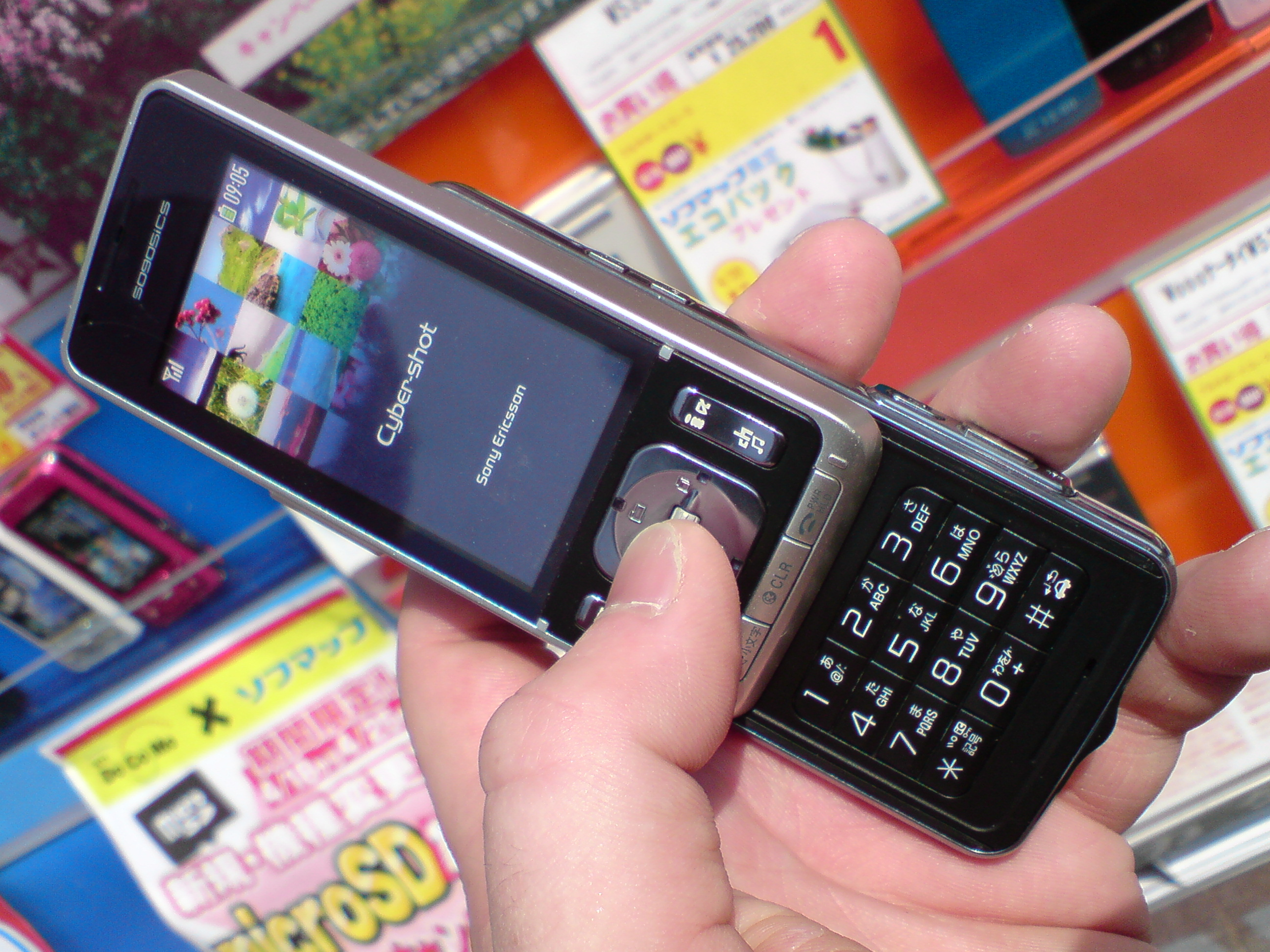
サイバーショットを搭載したSO905iCS

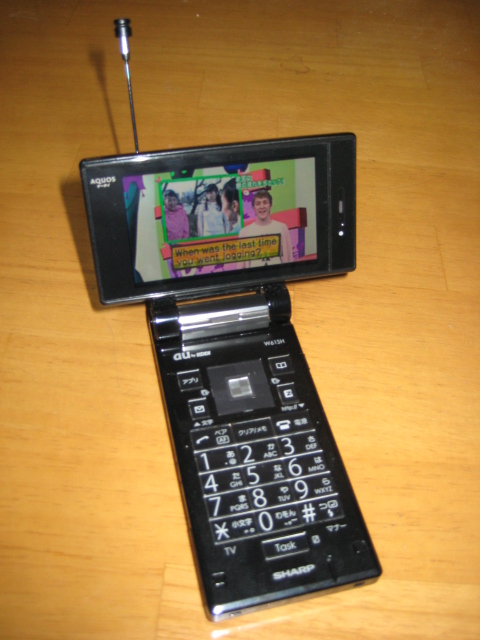
ワンセグ対応のW61SH

日本では、通話機能のみに絞った携帯電話は年配者向けなど特殊なものを除いて、ほとんど販売されていなかったため、スマートフォン登場までに利用されていたテンキーなどのボタンがある従来の多機能携帯電話のことを指す。
海外の多くの国ではスマートフォン登場までハイエンドの多機能携帯電話は高価なため、販売の主流とならなかった。それに対し日本では、2007年9月の総務省のガイドライン以前は、販売奨励金による戦略的な販売価格引き下げにより、多機能携帯電話が納入価格を下回るほどの安価で提供されていた。そのため販売の主流はインターネット接続やワンセグ視聴/録画、おサイフケータイといった機能を内蔵した多機能携帯電話だった。なお日本の事業者専用仕様で設計されており、一部の例外を除いて、派生輸出モデルを持たない国内特定一事業者専用モデルである。
フィーチャーフォン時代の日本の状況は高級車しか走っていない道路、高級車しか作っていない自動車メーカーと例えられ、安い通話用の端末が求められる海外では成功せず、中途半端に大きい日本市場を形成していた。後に言うガラパゴス化である。これらの携帯電話は、スマートフォン時代になるとガラパゴス化の例として「ガラパゴスケータイ」、さらに略して「ガラケー」と呼ばれた。
前述の通り、ガラパゴスケータイの本来の意味としては「多機能かつ国内特定事業者向け専用モデルの携帯電話」を指しているため、この定義に厳密に則って解釈するならば、スマートフォンであっても特定事業者に特化した機能が満載であればガラケーであり、逆に従来型携帯電話であってもグローバルモデルやベーシックフォンはガラケーではないと言える。しかしスマートフォンの普及が進んだ現在の日本国内では、フィーチャーフォンとベーシックフォン全般、専らiPhone登場前の「従来型の携帯電話」の総称としてガラケーと表現することが定着している。
2004年、2005年に、日本でもスマートフォンが販売され始めたが、当時は依然としてフィーチャーフォンが主力であった。しかし、2008年7月に、現在のソフトバンクによりiPhone 3Gが発売されてからは国内でもスマートフォンに対する関心が高まり、各キャリアがAndroid搭載のスマートフォンを投入した2010年からはフィーチャーフォンからスマートフォンへの需要のシフトが鮮明になった。市場調査会社のMM総研による2010年度の国内携帯電話出荷台数推計では、スマートフォンのシェアは22.7%であったが、その翌年度には56.6%に達した。その後もシェアは拡大し、2015年度には79.7%となっている。
2008年より日本でも展開され始めたAndroid OSがベースのスマートフォンには、ガラパゴスケータイの特徴を取り入れた物も登場し、ガラパゴススマートフォン（ガラスマ）というカテゴリーも出現した。

#### 移行期の問題
2010年代前半の料金体系では、スマホは料金が高いという弱点があった（当時、MVNO・SIMフリーは普及途上だった）。そこで、料金面では大手キャリアもスマートフォンをデータ通信重視で高価、フィーチャーフォンを通話重視で安価として料金面で棲み分けを図った販売形式がとられた。フィーチャーフォンが月額980円から所持できるのに対し、スマートフォンは高額な通信料がかかるほか、2014年からNTTドコモやソフトバンクモバイル（現；ソフトバンク）では、月額2700円の通話料定額プランへの加入が強制となった。
そのため、安価なスマホ環境を求め、「ネット専用機」のMVNOを利用したスマホもしくはタブレットと「通話専用機」の大手キャリアフィーチャーフォンを併用する「いいとこ取り」の使い方もあった。また、PCを所有しているユーザーがインターネットブラウジングの操作性で劣る事から一度持ったスマートフォンを手放したり、多機能性よりも1回の充電での稼働時間の長さを重要視する場合、費用を抑えたい企業による大口契約など、様々な理由でフィーチャーフォンは根強い支持があった。
2010年代初頭にスマートフォンが各キャリアのラインナップに載り始めた頃には、静電式タッチパネルを搭載したスマホのような風貌のフィーチャーフォンが一部メーカーで販売されたこともある（富士通のF-09Cや日本電気のN-05Cなど）。また、現代のスマートフォンでは当たり前となった機能（Wi-Fi・Bluetooth・GPS・生体認証）を搭載した多機能フィーチャーフォンが晩期は一部メーカーで販売されていたが、いずれも現在は後述するガラホに移行している。
その一方、ユーザーレベルでは、以下のようにスマホの普及に伴い「周囲にスマホの所持を強制される」状況に追い込まれていった。
- スマートフォン向けコミュニケーションアプリの普及など、コミュニケーション手段の変遷。
- 相次ぐフィーチャーフォン向けのwebサービスの終了[注 3]、もしくはそもそも最初から対応していない。
- イベント参加や特典の享受など、ある一定の行動においてスマホアプリの利用が必須条件となる。

#### 4G対応フィーチャーフォン（ガラホ）
2015年より、「ガラホ」という商標名でKDDIが販売を始めた「SHF31」を皮切りに、厳密な意味でスマートフォンではないが、スマートフォン向けの技術の転用によって開発された新型フィーチャーフォンが各キャリアに登場するようになった。ちなみにKDDIのガラホに対し、NTTドコモは「spモードケータイ」、ソフトバンクは「4Gケータイ」と称しているが、通称としてそれら全般をガラホと呼ぶ事が多い。この「ガラホ」の登場の背景には、従来のフィーチャーフォンで使用していた独自のOSなどの開発停止や半導体部品の調達が困難といった製造上の問題のほか、相次いで終了するフィーチャーフォン向けWebサービスに対し、スマートフォン向けのWebサービスを流用可能な設計にすることで代替を図るといった目的がある。ドコモは2016年末にガラケーの出荷を終了し、同業他社も2017年にガラケーの生産を終了したため、それ以降に「ガラケー」と呼ばれている物は、OSにAndroidをベースにした、内部的にはスマホと全く同一のアーキテクチャを持った「ガラホ」である。しかし、2024年7月に日本で発売されたOrbic社のJOURNEY Pro 4GではAndroidを搭載せず、既に海外で展開されていたKaiOSというフィーチャーフォン向けのOSを搭載した新たなガラホが登場した。
長らく日本のフィーチャーフォンの通信方式として使われてきた3G方式の2020年代提供終了（au2022年3月、ソフトバンク2024年4月15日（石川県在住契約者で石川県内のみは2024年7月31日）、最も遅いNTTドコモで2026年3月）が各社からアナウンスされている。しかし、前述の通り4GLTEに対応したフィーチャーフォン（ガラホ）が発売されており、シェアも一定数あることからフィーチャーフォン自体がなくなるということはない。

### アメリカ合衆国

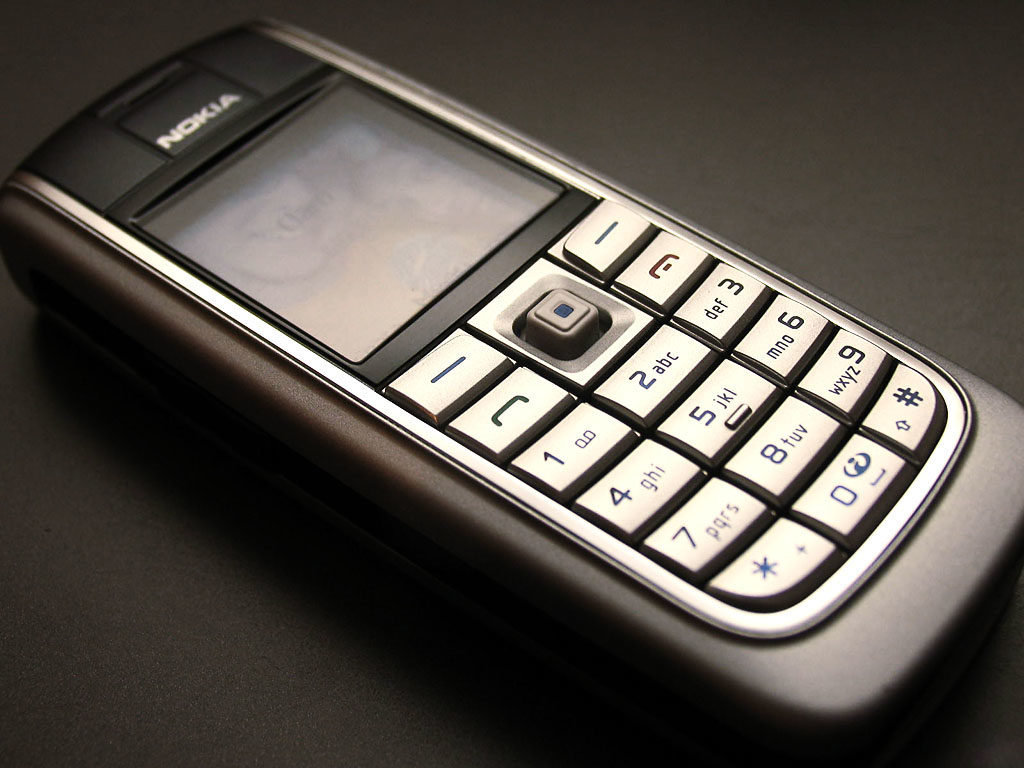
インターネット接続、音楽再生、撮影機能等を搭載したNokia 6020

携帯電話市場ではiOSやAndroidを搭載したスマートフォンが競う形で販売が好調である。このため、利用者数でも、スマートフォンがフィーチャーフォンのシェアを奪っているというデータがある。市場調査会社のニールセンによる2013年夏のデータでは、スマートフォンの浸透率は61%に達した。